# Prossemica
La prossemica è la disciplina semiologica che studia i gesti, il comportamento, lo spazio e le distanze all'interno di una comunicazione, sia verbale sia non verbale.

Diagramma di Edward T. Hall con i raggi espressi in piedi e metri

## Etimologia
Il termine, derivato dal latino prox(imitas) «prossimità», probabilmente composto col suffisso inglese -emics come per phonemics «fonemica» e simili, è stato introdotto e coniato dall'antropologo Edward T. Hall nel 1963 per indicare lo studio delle relazioni di vicinanza nella comunicazione.

## Specifiche
Hall ha osservato che la distanza relazionale tra le persone è correlata con la distanza fisica, ha definito e misurato quindi quattro "zone" interpersonali:
- La distanza intima (0-45 cm).
- La distanza personale (45–120 cm) per l'interazione tra amici.
- La distanza sociale (1-2-3-4-5 metri) per la comunicazione tra conoscenti o il rapporto insegnante-allievo.
- La distanza pubblica (oltre i 3-4-5 metri) per le pubbliche relazioni.

## Esempi
Come tutti i linguaggi, anche la prossemica varia da luogo a luogo. Lo stesso Edward T. Hall nel suo libro La dimensione nascosta osservò che la distanza da mantenere, interloquendo con altre persone e attraverso cui ci si sente a proprio agio, dipende dalla propria cultura.
I popoli dell’Europa settentrionale e del Nord America tengono solitamente distanze maggiori di quelli mediterranei e tollerano male il contatto fisico fra conoscenti. In Italia si possono notare alcune lievi differenze fra Nord e Sud.
Sembra che le persone che abitano in campagna o in montagna gestiscano lo spazio prendendo più distanza dall'interlocutore, mentre gli abitanti di città accorciano le distanze. In discoteca le distanze si accorciano particolarmente. Notevole rilevanza ha acquistato anche la prossemica dell'ascensore: ad esempio gli europei in ascensore si pongono a cerchio con la schiena appoggiata alle pareti, mentre gli americani si pongono in fila con la faccia rivolta alla porta.
La prossemica ha anche un valore di marcatore sociale: in alcune regioni meridionali dell'India, dove la distanza che gli appartenenti alle diverse caste devono mantenere fra di loro è rigidamente stabilita, quando gli individui della casta più bassa (paria) incontrano i bramini, la casta più elevata, debbono tenersi a una distanza di 39 metri.
Altra differenza è quella tra i sessi: i maschi si trovano più a loro agio a lato di una persona, invece le femmine di fronte.
L'oscurità tende a far accorciare le distanze, mentre con la luce le persone tendono a stare più lontane.
Quando l'interlocutore vìola la distanza considerata come "normale" in un certo contesto, chi parla normalmente cerca di allontanarsi o di dirigere il corpo in un'altra direzione o frappone una barriera (una borsa, un giornale, un braccio).

## Prossemica e tecnologia
La diffusione delle comunicazioni digitali, in particolare tramite videoconferenze e ambienti virtuali, ha portato a studiare come la gestione dello spazio e della distanza si adatti ai nuovi contesti. La posizione della telecamera, l’inquadratura e la distanza dal dispositivo influenzano la percezione di prossimità o lontananza, simulando distanze intime o sociali anche in ambienti digitali. Questo fenomeno è stato descritto come una forma di “prossemica virtuale”, che ripropone dinamiche simili a quelle delle interazioni faccia a faccia, ma adattate alla mediazione tecnologica.